# 無情
| ウィキペディアには「無情」という見出しの百科事典記事はありません（タイトルに「無情」を含むページの一覧/「無情」で始まるページの一覧）。 代わりにウィクショナリーのページ「無情」が役に立つかもしれません。 |